# Liolaemus cristiani
Liolaemus cristiani är en ödleart som beskrevs av  Núñez 1991. Liolaemus cristiani ingår i släktet Liolaemus och familjen Tropiduridae. Inga underarter finns listade i Catalogue of Life.